# لوتار ماتيوس
لوتار هربرت ماتيوس (بالألمانية: Lothar Herbert Matthäus) هو لاعب كرة قدم ألماني سابق من مواليد 21 مارس 1961، كان قائد منتخب ألمانيا الفائز بكأس العالم لكرة القدم 1990.

## مسيرته الكروية كلاعب
لوتار ماتيوس هو أول لاعب يحصل على جائزة أفضل لاعب في العالم،
بدأ مسيرته في كرة القدم مع نادي بوروسيا مونشنغلادباخ في سنة 1979،
ولعب لهم حتى سنة 1984، وشارك معهم في 162 مباراة وسجل فيها 36 هدف،
وفي سنة 1984 انتقل إلى نادي بايرن ميونخ
ولعب له لمدة أربعة مواسم، وشارك في 113 مباراة وسجل فيها 57 هدف،
وفي سنة 1988 انتقل ماتيوس إلى نادي إنتر ميلان الإيطالي، ولعب معه 115 مباراة وسجل فيها 40 هدف، وعاد في سنة 1992 إلى ألمانيا وبالتحديد إلى نادي بايرن ميونخ، ولعب له حتى سنة 2000، وشارك خلال تلك الفترة بـ 189 مباراة وسجل فيها 28 هدف، واختتم مسيرته مع نادي مترو ستارز الأمريكي، ولعب له 16 مباراة ولم يسجل أي هدف.

## مسيرته الكروية كمدرب
و بعدها انتقل ماتيوس إلى التدريب، فدرب نادي رابيد فيينا في موسم 2001–2002، وفي موسم 2002–2003 درب نادي بارتيزان بلغراد، وفي سنة 2003 استلم تدريب منتخب هنغاريا لكرة القدم، وقادة حتى سنة 2005، وفي عام 2006 درب نادي أتلتيكو بارانايسي البرازيلي كأول مدرب ألماني يقوم بمثل هذه المهمة، ولكنه ترك الفريق بعد سبع مباريات بحجة أنه يريد البقاء قريبا من عائلته، وقد درب نادي رد بول سالزبورغ إلى جانب تراباتوني الإيطالي وقد ترك الفريق بعد خلاف بينهما على طريقة اللعب ثم ذهب لتدريب الفريق الإسرائيلي مكابي نتانيا، لكنه الآن مدرب منتخب بلغاريا لكرة القدم.
انجازاتة مع منتخب ألمانيا كلاعب :
كاس العالم 1990 بأيطاليا وكان كابتن المنتخب الالمانى
المركز الثاني بكاس العالم 1986 بالمكسيك
المركز الثاني بكأس العالم 1982 بأسبانيا
أكثر اللاعبين مشاركة في كأس العالم 82 بإسبانيا، 86 بالمكسيك، 90 بإيطاليا، 94 بالولايات المتحدة الأمريكية، 98 بفرنسا

## روابط خارجية
- لوتار ماتيوس على موقع IMDb (الإنجليزية)
- لوتار ماتيوس على موقع الموسوعة البريطانية (الإنجليزية)
- لوتار ماتيوس على موقع ميوزك برينز (الإنجليزية)
- لوتار ماتيوس على موقع إن إن دي بي (الإنجليزية)
- لوتار ماتيوس على موقع ديسكوغز (الإنجليزية)
- لوتار ماتيوس على موقع الاتحاد الدولي (مؤرشف)  (الإنجليزية)
- لوتار ماتيوس على موقع الاتحاد الأوربي (الإنجليزية)
- لوتار ماتيوس على موقع الدوري الأمريكي (الإنجليزية)
- لوتار ماتيوس على موقع قاعدة بيانات كرة القدم.إي يو (الإنجليزية)
- لوتار ماتيوس على موقع ليكيب (الفرنسية)
- لوتار ماتيوس على موقع ناشيونال فوتبول تيمز (الإنجليزية)
- لوتار ماتيوس على موقع Soccerbase.com (لاعب) (الإنجليزية)
- لوتار ماتيوس على موقع Soccerbase.com (مدرب) (الإنجليزية)
- لوتار ماتيوس على موقع Soccerway.com (الإنجليزية)
- لوتار ماتيوس على موقع عالم كرة القدم.نت (الإنجليزية)